# Бергун (Огайо)
Бергун (англ. Burgoon) — селище (англ. village) в США, в окрузі Сендаскі штату Огайо. Населення — 183 особи (2020).

## Географія
Бергун розташований за координатами 41°16′3″ пн. ш. 83°15′5″ зх. д. / 41.26750° пн. ш. 83.25139° зх. д. (41.267485, -83.251403).  За даними Бюро перепису населення США в 2010 році селище мало площу 0,31 км², уся площа — суходіл. В 2017 році площа становила 0,36 км², уся площа — суходіл.

## Демографія
Згідно з переписом 2010 року, у селищі мешкали 172 особи в 67 домогосподарствах у складі 47 родин. Густота населення становила 547 осіб/км².  Було 76 помешкань (242/км²).
Расовий склад населення:
| - 95,9 % — білих - 0,6 % — корінних американців - 0,6 % — азіатів - 2,9 % — осіб інших рас |

До двох чи більше рас належало 0,0 %. Частка іспаномовних становила 7,0 % від усіх жителів.
За віковим діапазоном населення розподілялося таким чином: 25,6 % — особи молодші 18 років, 58,7 % — особи у віці 18—64 років, 15,7 % — особи у віці 65 років та старші. Медіана віку мешканця становила 39,8 року. На 100 осіб жіночої статі у селищі припадало 95,5 чоловіків;  на 100 жінок у віці від 18 років та старших — 103,2 чоловіків також старших 18 років.
Середній дохід на одне домашнє господарство  становив 76 000 доларів США (медіана — 63 750), а середній дохід на одну сім'ю — 66 988 доларів (медіана — 63 750). За межею бідності перебувало 6,2 % осіб, у тому числі 13,0 % дітей у віці до 18 років та 0,0 % осіб у віці 65 років та старших.
Цивільне працевлаштоване населення становило 79 осіб. Основні галузі зайнятості: виробництво — 46,8 %, освіта, охорона здоров'я та соціальна допомога — 17,7 %, роздрібна торгівля — 8,9 %, транспорт — 6,3 %.